# 核回归
核回归（又称局部加权线性回归）是统计学中用于估计随机变量的条件期望的非参数方法。目的是找到一对随机变量X和Y之间的非线性关系。 
在任何非参数回归中 ，变量的条件期望 {\displaystyle Y}相对于变量{\displaystyle X}可以写成： 
{\displaystyle \operatorname {E} (Y|X)=m(X)}
m为一个未知函数。

## Nadaraya–Watson核回归
1964年， Nadaraya和Watson都提出了估算{\displaystyle m}作为局部加权平均值，使用内核作为加权函数的方法。    Nadaraya–Watson估计量为： 
{\displaystyle {\widehat {m}}_{h}(x)={\frac {\sum _{i=1}^{n}K_{h}(x-x_{i})y_{i}}{\sum _{j=1}^{n}K_{h}(x-x_{j})}}}
{\displaystyle K_{h}}是一个带宽为 {\displaystyle h} 的核。 分母是一个总和为1的加权项。

### 推导
{\displaystyle \operatorname {E} (Y|X=x)=\int yf(y|x)dy=\int y{\frac {f(x,y)}{f(x)}}dy}
将内核密度估计用于具有内核K的联合分布f（x，y）和f（x） ， 
{\displaystyle {\hat {f}}(x,y)={\frac {1}{n}}\sum _{i=1}^{n}K_{h}\left(x-x_{i}\right)K_{h}\left(y-y_{i}\right)},
{\displaystyle {\hat {f}}(x)={\frac {1}{n}}\sum _{i=1}^{n}K_{h}\left(x-x_{i}\right)},
我们得到
{\displaystyle {\begin{aligned}\operatorname {\hat {E}} (Y|X=x)&=\int {\frac {y\sum _{i=1}^{n}K_{h}\left(x-x_{i}\right)K_{h}\left(y-y_{i}\right)}{\sum _{j=1}^{n}K_{h}\left(x-x_{j}\right)}}dy,\\&={\frac {\sum _{i=1}^{n}K_{h}\left(x-x_{i}\right)\int y\,K_{h}\left(y-y_{i}\right)dy}{\sum _{j=1}^{n}K_{h}\left(x-x_{j}\right)}},\\&={\frac {\sum _{i=1}^{n}K_{h}\left(x-x_{i}\right)y_{i}}{\sum _{j=1}^{n}K_{h}\left(x-x_{j}\right)}},\end{aligned}}}
这便是Nadaraya–Watson估计量。

## Priestley–Chao核估计函数
{\displaystyle {\widehat {m}}_{PC}(x)=h^{-1}\sum _{i=2}^{n}(x_{i}-x_{i-1})K\left({\frac {x-x_{i}}{h}}\right)y_{i}}
此处 {\displaystyle h} 为带宽（或平滑参数）。

## Gasser–Müller核估计函数
{\displaystyle {\widehat {m}}_{GM}(x)=h^{-1}\sum _{i=1}^{n}\left[\int _{s_{i-1}}^{s_{i}}K\left({\frac {x-u}{h}}\right)du\right]y_{i}}
此处 {\displaystyle s_{i}={\frac {x_{i-1}+x_{i}}{2}}}

## 示例
此示例基于加拿大截面工资数据，该数据由1971年加拿大人口普查公用带中的随机样本组成，这些样本适用于受过普通教育的男性（13年级）。共有205个观测值。 
右图显示了使用二阶高斯核以及渐近变化范围的估计回归函数

### 程序实例
以下R语言命令使用npreg()函数提供最佳平滑效果并创建上面给出的图形。 这些命令可以通过剪切和粘贴在命令提示符下输入。 
```
 
install.packages
(
"np"
)

 
library
(
np
)
 
# non parametric library

 
data
(
cps71
)

 
attach
(
cps71
)

 
m
 
<-
 
npreg
(
logwage
~
age
)

 
plot
(
m
,
plot.errors.method
=
"asymptotic"
,

   
plot.errors.style
=
"band"
,

   
ylim
=
c
(
11
,
15.2
))

 
points
(
age
,
logwage
,
cex
=
.
25
)

```

## 相关资料
大卫·萨尔斯堡 （David Salsburg）指出 ，用于内核回归的算法是独立开发的，并且已用于模糊系统 ：“通过几乎完全相同的计算机算法，模糊系统和基于内核密度的回归似乎是完全独立于彼此而开发的。 ” 

## 统计实现
- MATLAB 这些页面 （页面存档备份，存于）上提供了免费的MATLAB工具箱，其中包括内核回归，内核密度估计，危险函数的内核估计以及许多其他工具的实现（此工具箱是本书的一部分[5] ）。
- Stata npregress ， kernreg2 （页面存档备份，存于）
- R ： np package的函数npreg可以执行内核回归。 [6] [7]
- Python ：所述KernelReg在混合数据类型类statsmodels.nonparametric子包（包括其他内核密度相关的类），封装kernel_regression （页面存档备份，存于）作为的延伸sklearn （低效存储器明智的，有用的，只有对于小数据集）
- GNU Octave数学程序包：

## 相关资料
- 内核平滑
- 局部回归

## 延申阅读
- Henderson, Daniel J.; Parmeter, Christopher F. . Cambridge University Press. 2015  [2019-10-14]. ISBN 978-1-107-01025-3. （原始内容存档于2020-08-06）.
- Li, Qi; Racine, Jeffrey S. . Princeton University Press. 2007. ISBN 0-691-12161-3.
- Pagan, A.; Ullah, A. . Cambridge University Press. 1999  [2019-10-14]. ISBN 0-521-35564-8. （原始内容存档于2016-06-24）.
- Simonoff, Jeffrey S. . Springer. 1996. ISBN 0-387-94716-7.